# 志波三九郎

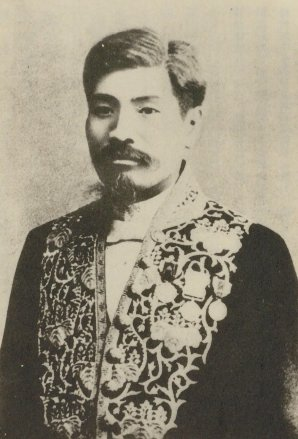
志波三九郎

志波 三九郎（しば さんくろう、1850年4月16日〈嘉永3年3月5日〉 - 1903年〈明治36年〉6月29日）は、日本の政治家。衆議院議員、県知事、長崎県会議長。心形刀流免許皆伝。

## 経歴
肥前国高来郡神代村（現：長崎県雲仙市）で神代鍋島家家臣・中島如幼の三男として生まれ、志波丈之助の養子となる。佐賀藩校・弘道館などで学び、また剣術の修行にも精進した。
1879年、長崎県会議員に選出され、後に県会議長となる。1894年3月、第3回衆議院議員総選挙に長崎県第三区で自由党から出馬し当選。1898年3月の第5回総選挙まで連続3回の当選を果した。
1898年6月、第1次大隈内閣が成立し、翌月、石川県知事に登用された。以後、静岡県・秋田県の各知事を歴任。秋田県知事在任中の1903年6月、大阪で開催されていた第5回内国勧業博覧会へ出張中に発病し、東京で死去した。

## 親族
- 長男 志波安一郎（衆議院議員）
- 三男・大谷彬亮（もりすけ） - 済生会病院2代目院長、慶応大医学部教授。宮内省侍医・大谷周庵（又一）の婿養子[1]